# Айзикович, Фроим Герш-Липович
Фро́им Айзико́вич (идиш אפֿרים אײַזיקאָװיטש‎‎; 15 октября 1901, Леово, Бендерский уезд, Бессарабская губерния — 12 марта 1974, Израиль) — еврейский поэт и прозаик. Писал на идише.

## Биография
Родился в бедной семье в Леово, где учился в хедере, после чего начал работать в лавке, затем рабочим на фабрике. В двенадцатилетнем возрасте уехал в Одессу, затем в Кишинёв, где продолжал работать днём и учиться по вечерам. В 1919 году сдал экзамены на бакалавриат и поступил на медицинский факультет Бухарестского университета. После окончания университета в 1927 году начал практиковать как врач. Тогда же начал писать стихи. Принимал участие в деятельности сионистской рабочей партии «Поалей Цион».
В годы Великой Отечественной войны служил военным врачом, после демобилизации вернулся в Кишинёв, в 1946 году репатриировался в Румынию и поселился в Бухаресте. Оставшаяся в Леово семья погибла во время оккупации. С 1957 года — в Израиле (Рамат-Ган).
Публиковать стихи и прозу начал в послевоенные годы в румынских периодических изданиях на идише. В 1948 году участвовал в сборнике «ИКУФ-блетер» (листки ИКУФ, Бухарест). Автор нескольких сборников стихотворений, рассказов и документальной прозы, вышедших в Бухаресте и в Израиле. Стихи Фроима Айзиковича в румынских переводах Е. Жебеляну публиковались в румынской периодике конца 1940 годов.

## Семья
Мать — Рухл-Ривка Абрамовна Айзикович (1861—1941), уроженка Бухуши. Отец — Герш-Липа Айзикович.
Жена — Перл Айзикович, дочь — Рухл (Рахиль) Левин.

## Книги
- טונקל און ליכט  (тункл ун лихт — тьма и свет, стихи). Бухарест: Госиздат, 1948.
- אױפֿן װעג: לידער  (афн вег — в пути, стихи). Бухарест: Госиздат, 1950. — 78 с[7].
- שפּורן: אױף די חורבֿות פֿון דער ייִדישער בעסאַראַביע (шпурн: аф ди хурвес фун дер идишер бесарабие — следы: на руинах еврейской Бессарабии, стихи). Тель-Авив, 1958. — 44 с[8].
- לידער (лидер — стихи). Тель-Авив: Поали, 1962. — 255 с[9].
- װי אַנדערש — נעכטן און הײַנט (ви андерш, нехтн ун хайнт — как иначе, вчера и сегодня, рассказы и отрывки из романа «У Прута»). Бней-Брак: Поали, 1967. — 266 с[10].
- ס'איז מיר באַשערט  (с'из мир башерт — мне суждено, стихи). Бней-Брак, 1969. — 50 с.

## Публикации
- Efraim Aizikovici. La ușa noastră, oameni (poezie). Tr. Eugene Jebeleanu. In: Viața românească, 2. Nr. 1—2, 1949. p. 126.[11]